# 레꽁빈
레꽁빈(베트남어: Lê Công Vinh / 黎公榮, 1985년 12월 10일 ~ )는 베트남의 전 축구 선수로 포지션은 공격수였으며 역대 베트남 국가대표 선수들 가운데 국제 A매치 최다 출장수 및 득점 기록을 보유하고 있다.

## 선수 경력

### 클럽 경력
고향팀인 송람 응에안 FC에서 선수 생활을 시작했고 데뷔 시즌부터 엄청난 활약을 펼치며 2004년과 2006년, 2007년 그 해 최고의 활약을 펼친 선수에게 주어지는 베트남 골든 볼을 수상한 뒤 2008년 당시 V-리그 최고 이적료를 기록하며 하노이 T&T로 이적하였다.
2009년 포르투갈의 레이숑이스 SC로 3개월 간 임대 이적하여 2009년 8월 4일 UD 레이리아와의 경기에 출전하며 베트남 국적 선수로는 처음으로 유럽 프로 리그 경기에 출전한 선수가 되었고 14일 후 열린 컵대회에서는 득점을 기록하기도 하였다.
임대 복귀 후 2011년까지 하노이 T&T에서 활약하다가 2012년부터 하노이 FC에서 활약한 뒤 2013년 송람 응에안으로 복귀하였다.
그 후 2013년 일본 J리그 디비전 2 콘사돌레 삿포로로 임대 이적하며 화제를 모았고 임대 기간 종료 후 삿포로가 완전 이적을 추진하였지만 선수 본인이 원 소속팀 복귀를 원하면서 성사되지 못하였다.

### 국가대표 경력
2001년부터 2003년까지 U-20 대표팀 소속으로 9경기에서 5골을 기록했고 2003년부터 2007년까지 U-23 대표팀 소속으로는 28경기에서 10골을 기록하면서 2번의 동남아시아 경기 대회에서 은메달을 따내는데 일조했고 2005년 호치민 시티 국제 축구 대회에서 우승을 이끌기도 했다.
그리고 2004년부터 2016년까지 성인대표팀으로는 83경기에서 51골을 터뜨리면서 2006년 킹스컵 준우승, 2008년 AFF 스즈키컵 우승, 2016년 아야뱅크컵 우승을 이끌었다.
또한 역대 3번의 아세안 축구 선수권 대회에서 베스트 11에도 선정되었고 특히 2014년 AFF 스즈키컵에서는 이 대회 최고의 골로 선정되는 영예를 안았으며 2016년 대표팀에서 은퇴를 선언했다.